# Пополь-Вух

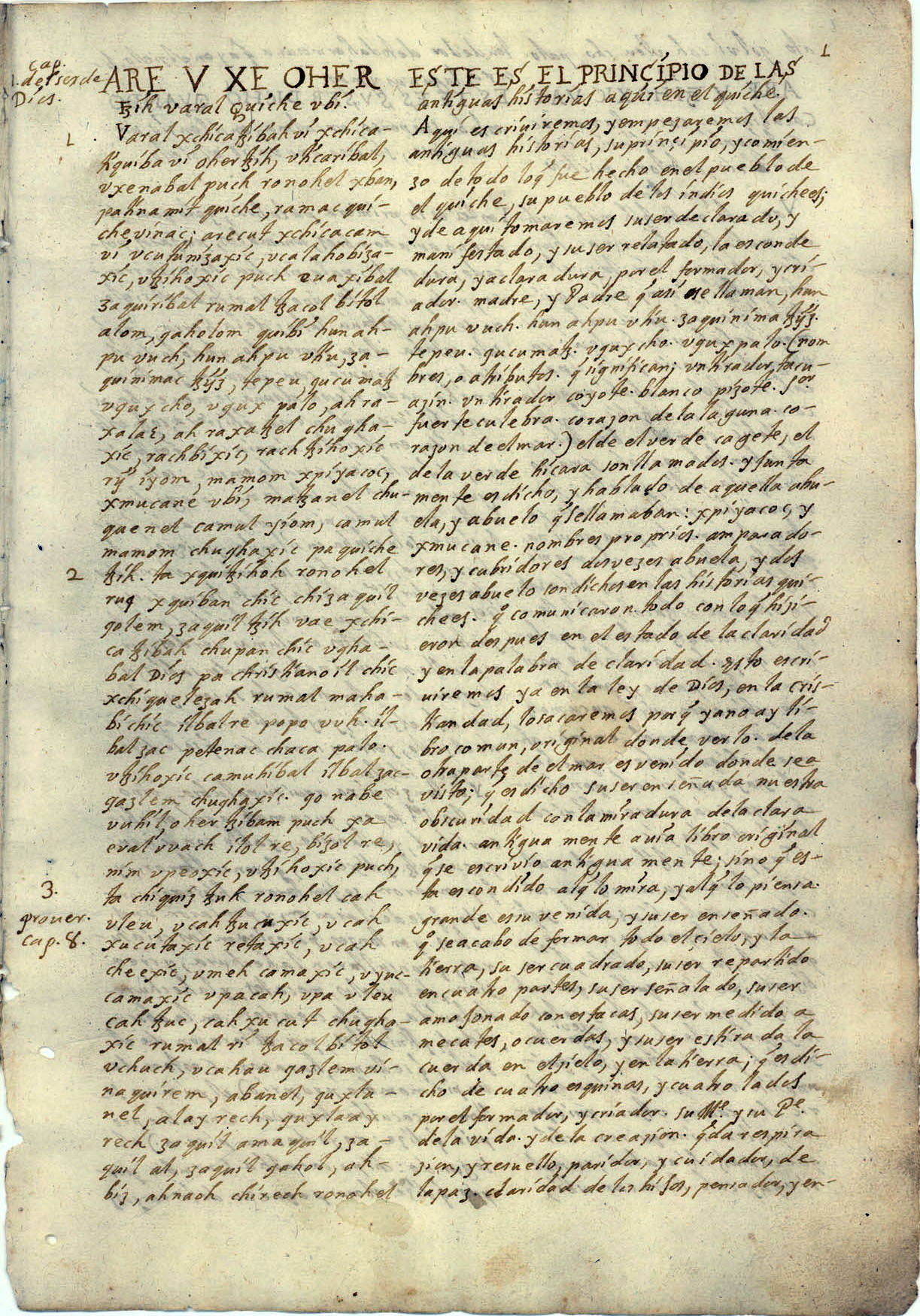
Первая страница манускрипта Пополь-Вух, хранящегося в библиотеке города Чикаго

По́поль-Вух (на языке киче Popol Wuj — «Книга совета» или «Книга народа») — книга-эпос мезоамериканской культуры, памятник древней индейской литературы. Содержит мифические и исторические предания, а также генеалогические данные о знатных родах киче цивилизации майя времён постклассического периода (современная Гватемала). Книга обладает чрезвычайной важностью, являясь одним из немногочисленных ранних мезоамериканских текстов.
В книге содержатся мифы о сотворении мира, а также мифологические истории о двух близнецах-героях Хунахпу (Hunahpu) и Шбаланке (Xbalanque). Вторая часть книги содержит информацию по истории государства Киче и обоснование божественного происхождения королевской семьи.
Хотя сам Пополь-Вух создан до конкисты, сохранившийся манускрипт был записан в середине XVI века неизвестным индейцем-киче на его родном языке с помощью латиницы. Предполагается, что текст был основан на кодексах майя, записанных иероглифическим письмом майя. Перевод манускрипта на испанский язык выполнил доминиканский монах Ф. Хименес в XVIII веке — эта копия сейчас хранится в Библиотеке Ньюберри в Чикаго.
В самом начале XVIII века рукопись была найдена миссионером Франсиско Хименесом, но стала известной, только когда Ш. Э. Брассёр де Бурбур опубликовал её вместе со своим переводом на французский язык в 1861 году. Вольный перевод на русский язык сделан К. Д. Бальмонтом в книге «Змеиные цветы» в 1910 году. Научный комментированный перевод на русский язык всего текста выполнил Р. В. Кинжалов в 1959 году.

## Обнаружение

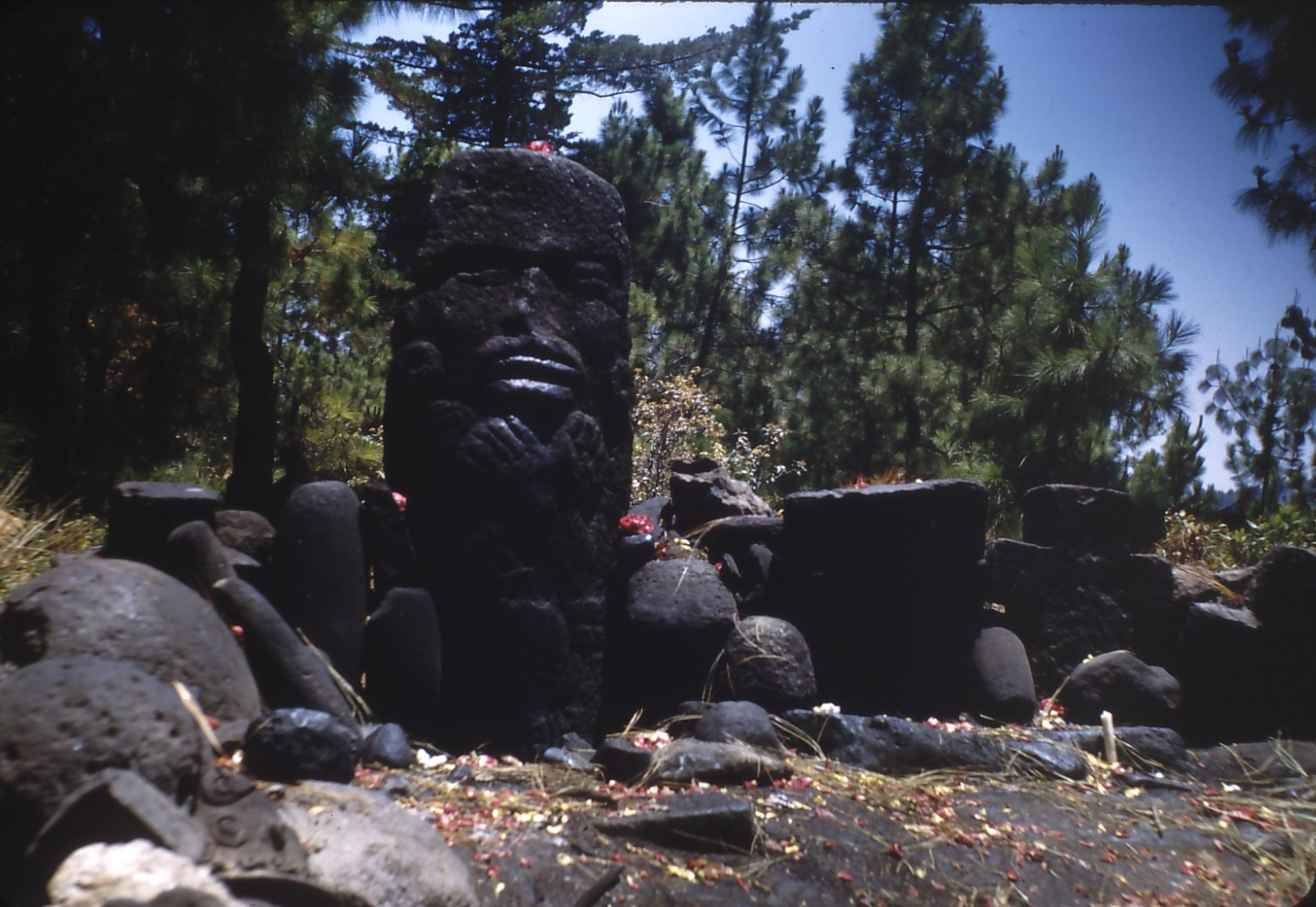
Индейский алтарь в деревне Чичикастенанго — месте обнаружения Пополь-Вуха

Падре Франсиско Хименес, доминиканец, прибыл в Гватемалу из Испании в 1688 году, «на корабле с прочими монахами», для того чтобы вести миссионерскую деятельность среди индейцев. Падре Хименес был направлен в качестве приходского священника в деревне Санто-Томас-Чуила (совр. Чичикастенанго). Эти места были и остаются до нынешнего времени своеобразным заповедником, где ещё сохраняется старинная культура и древние обычаи. Добродушный священник, далёкий от фанатизма, постепенно завоевал доверие местного населения, состоявшего большей частью из индейцев-киче, и в 1701 году они решились показать ему одну из своих религиозных книг, написанную, видимо, под влиянием устной традиции, в конце XVI века, и в течение полутора столетий хранившуюся в тайне от завоевателей.
Понимая всю ценность документа, оказавшегося у него в руках, падре Хименес немедленно засел за работу, и в течение двух лет (1701—1703) сумел скопировать манускрипт, сопроводив его грубым подстрочным переводом на испанский язык. Оригинал с того времени исчез, и копия, сделанная Хименесом, остаётся единственной оригинальной записью «индейской библии».
В 1715 году падре Хименес, в то время приходской священник Хенакоха (ныне Санто-Доминго Хенакох в Гватемале) включил отрывки из Пополь-Вух в первый том своей «Истории провинции Сан-Висенте де Чиапас и Гватемалы». Однако, полный перевод Пополь-Вух на литературный испанский язык потребовал от 7 до 10 лет, и завершился около 1722—1725 годов, в то время как Хименес был настоятелем монастыря Санто-Доминго в деревне Сакапулас. Франсиско Хименес умер около 1720 года, и всеми забытая рукопись осталась в архиве монастыря. Здесь ей пришлось пережить разрушительное землетрясение 1773 года, после которого уцелевшая часть архива была перенесена в Нуэва Гватемала-де-Анунсиасьон. Во время войны за независимость страны, около 1829 года, когда в стране развернулась кампания по закрытию монастырей, рукопись «Пополь Вух» попала в библиотеку католического университета Сан-Карлос.
Здесь на старинную рукопись обратил внимание австрийский исследователь Карл Шерцер, в течение шести месяцев гостивший в Гватемале. Сняв копию с рукописи, он затем опубликовал её часть, содержащую испанский текст падре Хименеса. Несколькими годами позднее, аббат Брассёр де Бурбур предпочёл забрать рукопись с собой, доставив её в Париж, где в 1862 году выпустил перевод на французский язык. После смерти Бурбура, манускрипт «Пополь-Вух» оставался в его личном архиве, и был продан вместе с другими «рукописями и печатными изданиями» Альфонсо Пинарту, ценителю и собирателю старинных рукописей. Впрочем, у него манускрипт пробыл недолго. По словам Отто Штоля, Пинарт якобы пытался продать ему рукопись «Пополь-Вух» за 10 тыс. франков, но по какой-то причине сделка не состоялась. Вместо того, книга попала к Эдварду Э. Эйеру, и вновь вместе с ним вернулась на американский континент. Вместе с 17 тысячами иных старинных документов «Пополь-Вух» в 1911 году был подарен Эйером чикагской библиотеке Ньюберри, где сохраняется и сейчас в составе «Эйеровской коллекции документов Америки и американских индейцев».

## Оригинал, переводы, публикации

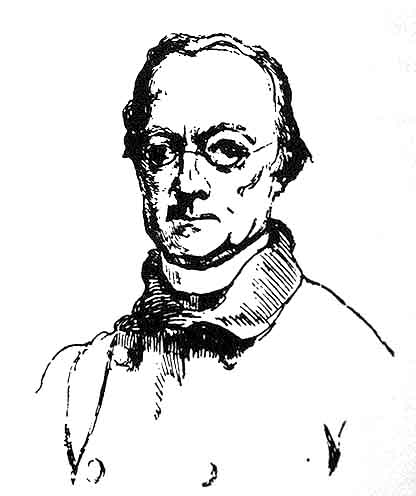
Шарль Этьенн Брассёр де Бурбур

Рукопись «Пополь-Вух» состоит из 56 листов, исписанных с обеих сторон; текст разделён на две колонки, левая из которых представляет собой оригинальный текст на языке киче, правая — перевод на испанский (кастильский) язык начала XVIII века. К основному тексту прилагаются ещё 4 вводные страницы, автором которых является падре Хименес. «Пополь-Вух», наряду с «книгами Чилам-Балам», «Рабиналем-ачи», «Анналами Тлателолько» и «Анналами какчикелей» является одним из очень немногих майяских текстов, дошедших до Нового времени .
Просвещённый клирик XVIII века, падре Хименес отнюдь не скрывал своего отношения к индейцам и индейской культуре;
Действительно, ежели речь у них пойдет о Боге, они поначалу говорят вещи вполне соответствующие Святому писанию и католической вере, согласные с теми, что стали известным нам благодаря откровению Святого Духа и Святому писанию. Однако, немногие истины эти они по прихоти своей опутывают тысячей басен и выдумок; каковые посему достойны доверия не более чем прочие россказни, распространяемые Сатаной, Отцом Лжи. Он же без сомнения, будучи их вдохновителем, приложил все силы для того, чтобы запутать и погубить этих несчастных, исказив истины католической веры не менее чем то характерно… для Ариосто, Лютера, Кальвина и Магомета и прочих ересиархов.
Как человек своего времени, падре Хименес был совершенно убеждён, что рано или поздно «высшая» испаноязычная культура должна вытеснить и заменить собой «низшую» индейскую. Однако, в отличие от инквизитора де Ланды, без лишних разговоров отправлявшего в огонь все «дьявольские каракули», попадавшие ему в руки, падре Хименес полагал, что для успешного опровержения индейских «суеверий» их следует вначале хорошо узнать. Именно с целью подготовки будущих миссионеров он засел за сложную, потребовавшую немалого труда и знаний работу. Прекрасно понимая ограниченность своих знаний касательно языка и культуры индейцев, он специально оговорил для будущего читателя, что не претендует на большее, чем предварительный очерк истории и культуры индейцев-киче, а также их «языческих заблуждений, каковых они упорно придерживаются доныне».
Франсиско Хименес прожил 63 года, из которых 41 отдал «христианизации» индейцев-киче и какчикелей, и владел обоими языками достаточно уверенно. И всё же первый перевод, составляющий собственно «Манускрипт Хименеса» в том виде, в каком он дошёл до нашего времени, по мнению М. Эдмонсона, оставляет желать много лучшего — не понимая многих местных выражений и диалектизмов, он весьма вольно обошёлся с текстом, внося в него порой серьёзные ошибки. Кроме того, стараясь как можно ближе держаться к оригинальному тексту, он создал достаточно грубый подстрочник; так что текст получился порой громоздким и сложным для понимания настолько, что по одному лишь испанскому варианту читатель, незнакомый с языком киче, не всегда может уяснить смысл прочитанного. Однако результат его работы стал отправной точкой для дальнейшего изучения рукописи уже в современную эпоху. Впрочем, отдавая себе отчёт в недостатках собственного труда, падре Хименес не остановился на достигнутом, и новый, куда более тщательно отделанный и улучшенный вариант вошёл в составной частью в эссе «История провинции Сан-Винсенте де Чиапа и Гватемала», законченное в 1772 году.
Первым из европейских исследователей рукопись подверг изучению австрийский учёный, доктор Карл Шерцер, проведший в Гватемале шесть месяцев (1853—1854 годы). Его работа (представлявшая собой точную копию рукописи падре Хименеса) была выпущена в двух изданиях (Трюбнер и Ко, Лондон) и (К. Герольд и сын, Вена, 1857 г.). Это первое издание прошло почти незамеченным, в то время как публикация Этьенна Брассёра де Бурбура («Пополь Вух. Книга священных текстов и мифологии времен американской древности», Париж, 1861 г.), содержащая перевод рукописи на французский язык, немедленно привлекла внимание европейских учёных к новооткрытой рукописи. Впрочем, владея языком киче достаточно поверхностно, Брассёр де Бурбур во многом исказил звучание подлинных имён. Эта ошибка была исправлена во втором французском переводе, принадлежащем Полю Рейно («Боги, герои и люди древней Гватемалы по свидетельствам Книги Совета.» Париж, 1925 г.).
В 1926 году некто, пожелавший остаться неизвестным, выпустил перевод на испанский язык книги де Бурбура под именем «Пополь Вух, Священная книга киче. Испанская версия французского перевода, выполненного аббатом Карлосом Эстебаном Брассером де Бурбуром» (Сан-Сальвадор, 1926 г.) Почти следом за тем появился и первый перевод «Пополь Вух» собственно с языка киче на современный испанский, выполненный Х. М. Гонсалесом де Мендоса (Гватемала, 1927 г.), при том что исследователь опирался в своей интерпретации на работу Рейно. Двадцать лет спустя за ним последовал перевод Адриана Ресиноса. Ознакомившись с рукописью «Пополь Вух» в Ньюберри, 1940 г., Ресинос после семи лет работы выпустил свой перевод под заглавием «Пополь Вух, старинные истории индейцев киче» (Фонд Экономической Культуры Мексики, 1947 г.) И наконец последнее по времени издание «Пополь Вух авторства Диего Рейносо» было выполнено чистокровным индейцем киче, глубоким знатоком языка и традиций своего народа Адрианом Инесом Чавесом (1979 г.).
Среди англоязычных переводов следует упомянуть работу Делии Гётц и Сильвануса Грисфольда Морли («Книга Народа») (1954 г.) и наиболее современное издание — Денниса Тедлока «Пополь Вух» (1985 г.). Что касается переводов на немецкий язык, первый из них был выполнен Ноа Элиезером Поориллесом, выпустившим в 1913 году в Лейпциге свою версию под именем «Пополь-Вух, священные писания майя» (. Новый перевод под названием «Пополь-Вух, священная книга гватемальских индейцев-киче» выпустил в 1944 году доктор марбургского университета Леонард Шульце-Йена  Архивная копия от 13 октября 2018 на Wayback Machine. Кроме собственно перевода, это издание включало в себя точное воспроизведение манускрипта Хименеса.
На русский язык книга переведена с языка киче Ростиславом Васильевичем Кинжаловым в 1959 г. так же под именем «Пополь Вух» (в одной книге с так называемой «Родословной владык Тотоникапана». М.-Л., 1959 г.)

## Предположительная история создания

### Цивилизация киче
Небольшой в современную эпоху народ киче (qui’che) в Гватемале является одним из представителей обширной языковой семьи индейцев майя. Само это имя восходит к майяским словам qui — «много» и che — «дерево», то есть «много деревьев, лес», «лесной народ». Действительно, родиной киче издавна была дождевая тропическая сельва, хотя, по всей видимости, цивилизация киче зародилась в горных областях Гватемалы, и только позднее распространилась на равнины. По сведениям, которые нам предоставляет археология, волна расселения майяских народов распространялась постепенно из своего центра — полуострова Юкатан всё дальше к югу, захватывая собой гватемальскую сельву.
Предполагается вероятным, что культура майя является потомком древнейших цивилизаций ольмеков и неизвестного народа Теотиуакана, однако ближайшим её предшественником была культура Исапы, недешифрованные надписи и памятники которой демонстрируют явное сходство с более поздними майяскими. Свой расцвет Юкатан пережил в т. н. классическую эпоху (ок. 300—900 г. н. э.), когда города-государства майя распространили своё влияние вплоть до современной Гватемалы. В эту эпоху получила полное развитие иероглифическая письменность, астрономия, архитектура, математика. Гватемала в те времена была далёкой окраиной. В классическую эпоху здесь же появляются первые города — Камак Хюйюб (неподалёку от нынешней столицы страны), Сакулеу (совр. Уэуэстенанго) и Сакуальпа (на месте современного города Киче). Стоит сказать, что в отличие от богатых городов Юкатана, строения были достаточно скромными, делались не из камня, как это было принято в центральных районов, а из необожженого кирпича, располагались достаточно далеко друг от друга, на их стенах, а также на немногочисленных статуях, нет следов иероглифической письменности, как это было принято в центральных районах. Местная цивилизация носила достаточно смешанный характер, так как влияние теотиуаканской культуры накладывалось на обычаи местного населения, а классический язык Юкатана смешивался с местными диалектами. Об истории киче во времена классического периода цивилизации майя неизвестно почти ничего. Однако не подлежит сомнению, что древнейшие города пережили некую катастрофу, причём случилось это одновременно с событиями на Юкатане. Так же как и центральные города, Камак Хюйюб был заброшен и полностью покинут населением. Объяснения случившемуся нет, существующие гипотезы предполагают некое варварское нашествие, или, чаще — голод и экологическую катастрофу, вызванную перенаселением и истощением почвы.
Однако распад цивилизационного ядра в Петене создал для окраинных народов предпосылку для создания собственной государственности; возникло множество мелких окраинных царств, вынужденных воевать с науа, властно заявившими о себе в Центральной Америке. Гватемала в ту эпоху также испытала на себе сильное влияние языков науатль и ацтекской культуры, что нашло отражение в книге Пополь-Вух. Расцвет бывшей окраины берёт своё начало с 800 года н. э. — т.е через двести лет после падения Теотиукана, и захватывает весь период пост-классики — от 900 до 1500 года, вплоть до испанского вторжения в Гватемалу. Развивается сельское хозяйство, крестьяне всё больше втягиваются в социальные и религиозные движения эпохи, единый центральный организм сменяется множеством небольших государств, постоянно враждующих между собой за первенство, и достигающих в этой вражде определённых успехов, одним из которых была страна Киче. Она появилась на географической карте около 900 года, и немедленно была втянута в очередную усобицу с какчикелями, также претендовавшими на первенство в этих местах. Столицей нового царства стал Кумаркаах («Старый Лагерь»), более известный под ацтекским именем Утатлан. Царствующая династия в целях укрепления собственного влияния настойчиво пыталась возвести своё происхождение к тольтекским правителям, давно превратившихся в глазах потомков в полубожественные фигуры, а также к древней юкатанской метрополии, связь с которой никогда окончательно не порывалась. В это же время, по всей вероятности, на Восточное побережье Юкатана и были направлены гонцы, вернувшиеся с драгоценной добычей — Книгой Зари, оригинальным Пополь-Вух, о пропаже или недоступности которого сожалеют анонимные авторы алфавитного варианта книги.
Между тем в Мезоамерику хлынули испанцы, по выражению Д. Тедлока имевшие в своём распоряжении «более чем надёжные средства убеждения — огнестрельное оружие, пыточные клещи и угрозу вечного проклятия». Для завоевания государства Киче Кортесом был направлен отряд под руководством Педро де Альварадо. Индейцы киче отчаянно сопротивлялись испанцам и их союзникам из Тлашкалы, но в трёх сражениях на горных перевалах они были наголову разбиты. Оставалась возможность откупиться от завоевателей, которой попытались воспользоваться вожди 7 Олень и 9 Собака, пригласившие Альварадо в свою столицу и вынужденно устроившие ему пышный прием. Но какими бы ни были их планы, им не суждено было воплотиться в жизнь, так как едва оказавшись со своим отрядом в столице, Альварадо приказал взять под стражу обоих вождей, обвиняя их в попытке подстроить ему ловушку. 7 Олень и 9 Собака закончили жизнь на костре, Утатлан превратился в столицу испанской Гватемалы. Наступала новая эпоха.

### Проблема первоисточника
Все без исключения майяские документы, относящиеся ко временам, следующим за конкистой, выполнены алфавитным письмом на европейской бумаге. Однако вопрос, был ли у алфавитного «Пополь-Вух», переписанного падре Хименесом, некий протоисточник, возможно, записанный иероглифическим письмом, остаётся открытым до сих пор.

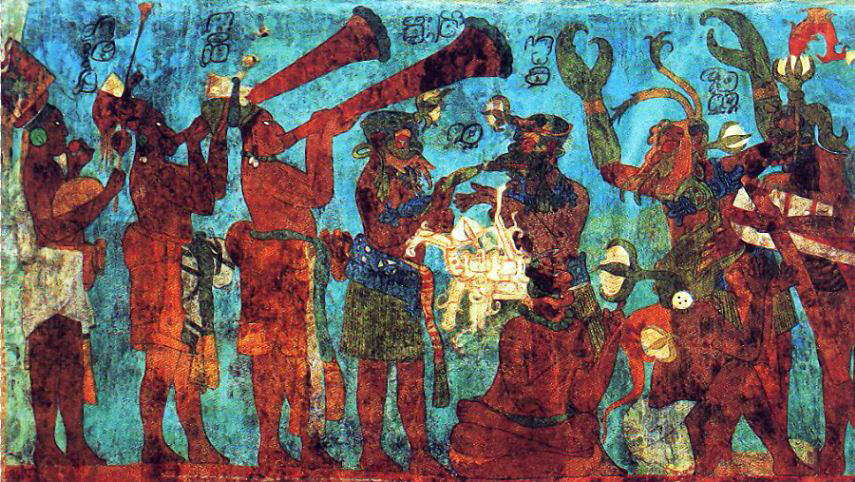
Майянские танцоры и музыканты. Фреска. Бонампак, VIII век. Танцы и музыка составляли важную часть культуры майя

Историю записи «Пополь-Вух» следует начать с того, что сразу после конкисты колониальным правительством было инициировано гонение на древнюю индейскую культуру, в которой не было места ни испанцам, ни католической церкви. Пусть в Гватемале, в отличие от Юкатана, не было специально организованной кампании по уничтожению индейских кодексов, под запретом оказалось старинное индейское искусство tz’ib' иными словами «искусство орнамента» или своеобразного «письма», которым индейские женщины издавна украшали тканые изделия. По орнаменту на одежде, например, безошибочно можно было определить племенную принадлежность, родословную и даже имя ткача (или ткачихи) и хозяина готового платья. Кроме того, были запрещены публичные выступления сказителей, музыкантов, актёров, использовавших в своём репертуаре старинные предания. Любой «языческий» документ мог быть немедленно уничтожен, а его переписчик, исполнитель или даже слушатель подвергнуться суровому наказанию.
Превалирующая в современной науке точка зрения состоит в том, что никакого «протоисточника», как то иероглифического кодекса, соответствовавшего по содержанию алфавитному «Пополь-Вух», никогда не существовало; в то время как манускрипт падре Хименеса представляет собой запись устной традиции, сделанную группой людей, помнившей наизусть древние предания (а также использовавшую технику чтения по мнемонической записи, хорошо известную, например, для австралийского континента). Доказательства, приводимые специалистами, придерживающимися подобного мнения, сводятся к следующему:
В тексте падре Хименеса действительно упоминается некая книга «Пополь-Вух», о пропаже которой скорбят безымянные авторы. Однако упомянута она в следующем контексте:
Великими владыками и чудодейственными людьми были изумительные повелители Кукумац и Котуха, а также изумительные повелители Кикаб и Кависимах. Они знали, будет ли война, и все было ясно перед их взорами; они видели, будет ли смерть или голод, будут ли какие-нибудь споры. Они поистине хорошо знали, где можно все это было увидеть, где была книга, которую они называли «Пополь-Вух».
Из чего становится ясным, что речь шла о т. н. «пророческом альманахе» — кодексе, где записывались результаты гаданий для каждого дня на определённый период времени. Примером такого альманаха служат книги Чилам-Балам. Подобные книги назывались у майя ilb’al retal q’ij то есть «инструмент для ясновидения», тот же термин прилагался к зеркалам или магическим кристаллам, использовавшимся для гадания, в то время как читатель или толкователь подобной книги именовался ilol, то есть «видящий». Подобные альманахи действительно были в ходу вплоть до начала XVIII века, их упоминает, в частности, падре Хименес, говоря что «язычники» используют их для предсказаний. Однако алфавитный «Пополь-Вух» содержит в себе эпос, но никак не результаты гаданий, то есть речь несомненно идёт о совершенно разных по содержанию документах, совпадающих лишь по именованию, данному притом позднейшим исследователем.
Кроме того, по мнению Дениса Тедлока, сам текст современного «Пополь-Вух» наводит на мысль о мнемонической технике — то есть толкованию, на основе известного сказителю предания, набора изображений или пиктограмм. В частности, сцена, в которой героические близнецы Хунахпу и Шбаланке подкарауливают под деревом чудовищную птицу по имени 7 Макао и стреляют в него из духовых трубок, прямо перекликается с изображением на сосуде для шоколада, относящегося к позднему классическому периоду. Единственным отличием является то, что на сосуде присутствует скорпион, не упоминающийся в «Пополь-Вух» в этом эпизоде, но это может быть объяснено либо тем, что для изображения использовалась несколько иная версия сказания, либо тем фактом, что на старинных вазах зачастую смешивали сюжеты нескольких преданий. До нас дошли подобные истории в картинках, восходящие к миштекской культуре, но по мнению Тедлока, ничего не мешает предположить взаимодействие цивилизаций, тем более что пассаж из «Пополь-Вух», «А между тем Кабракан занимался тем, что тряс горы. При самом легком ударе его ноги о землю большие и малые горы раскрывались.» прямо говорит о миштекском влиянии, так как принятое у этого народа изображение завоёванного города соответствует горе, раскрывающейся посредством вонзённых в неё дротиков. С другой стороны, следует заметить, что подобная точка зрения имеет в своей основе чистое предположение; при том что до настоящего времени не был найдено ни единого иероглифического манускрипта «мнемонического типа», относящегося к цивилизации киче.
Противоположная точка зрения, приверженцем которой, в частности, являлся первый исследователь «Пополь-Вух» Карл Шерцер, основывается на нескольких замечаниях, сделанных падре Хименесом в его «Истории Провинции». Падре Хименес замечает, что в бытность свою в деревне Сан-Томас-Чуила ему неоднократно приходилось видеть и другие индейские документы «хранившиеся в столь глубокой тайне, что прежние священники понятия не имели об их существовании». Ничто не мешает предположить, что одним из этих загадочных документов был протоисточник «Пополь-Вух», чья дальнейшая судьба остаётся неизвестной. Другим аргументом выступает один из комментариев падре Хименеса к тесту «Пополь-Вух», в котором он говорит об имеющихся в распоряжении у местного населения «пророческих альманахах», один из которых он даже сумел приобрести для себя. По мнению Шерцера этот альманах родственен протоисточнику (то есть книге гаданий, упоминаемой в алфавитном манускрипте), в то время как добраться до этого протоисточника падре Хименес не смог.
Существует и компромиссная точка зрения, её, к примеру, придерживается Ричард Шерер, исследователь древней истории майя. По его предположению, «Пополь-Вух» мог писаться с некоего иероглифического кодекса, ныне утерянного, в дополнение к которому использовались пиктораммы и рисунки.

### Гипотезы об авторстве, месте и времени написания

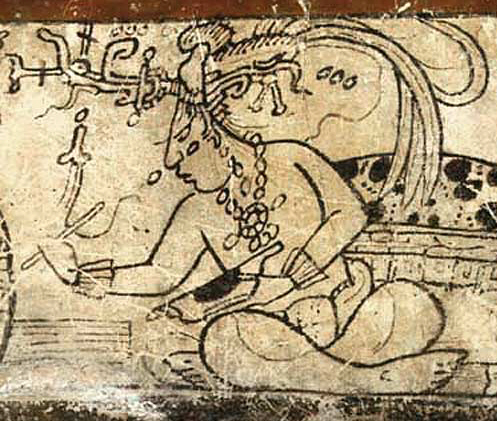
Писец. Изображение с майянской вазы. Поздний классический период

Анонимные авторы или составители «Пополь-Вух», называющие себя коротко — «мы», остаются неизвестными доныне, хотя неоднократно делались попытки с той или иной степенью достоверности показать, кто мог скрываться за этими наименованиями. Испаноязычные исследователи, в частности, Адриан Инес Чавес, выдвигают на роль одного из этих анонимов Диего Рейносо, крещённого индейца-киче, о котором известно, что он был сыном Лахуха-Ноха и выступал в качестве «пополь-винака», иными словами знатока иероглифической письменности, и соответственно, хранителя истории и традиций племени. Этот Диего Рейносо позднее принял крещение, более того — постригся в монахи под именем Диего де Асунсьон и включился в миссионерскую деятельность среди индейского населения провинции Чиапас. Американский исследователь Денис Тедлок, специалист по индейским культурам, переводчик «Пополь-Вух» на английский язык, выдвигал на роль авторов троих индейских жрецов, известных под именем мастеров церемоний в стране индейцев киче. Имя одного из них сохранилось — Кристобаль Веласко. В этой роли Веласко упоминается в другом индейском документе — «Анналах какчикелей». Других сведений о нём не сохранилось.
Что касается времени составления «Пополь-Вух», его удаётся определить с достаточной точностью в результате анализа рукописи падре Хименеса. В тексте одной из последних глав отмечено, что «они снискали благоволение сеньора епископа, дона Франсиско Маррокина». Известно, что дон Франсиско Маррокин прибыл в Гватемалу в 1530 г., сопровождая конкистадора Педро де Альварадо. Падре Хименес также упоминает что при епископском визите в 1539 году епископ освятил новое испанское поселение, сменившее собой старинный Утатлан, столицу государства киче. Таким образом находится нижняя граница составления текста «Пополь-Вух».
Также было замечено, что в тексте на языке киче падре Хименес хотя и нечасто, пользуется буквосочетаниями, изобретёнными падре Франсиско де ла Парра для передачи гуттуральных майяских звуков, отсутствующих в испанском языке. Известно, что алфавит де ла Парры был создан в 1545 году; таким образом с достаточной уверенностью можно судить о том, что текст «Пополь-Вух» был записан несколько позднее этой даты.
И наконец о верхнем пределе можно судить на основании другого отрывка: «Дон Хуан де Рохас и дон Хуан Кортес четырнадцатое поколение повелителей, они были сыновьями Текума и Тепепуля». Речь идёт о внуках двух последних правителей киче; их деды были казнены конкистадором Педро де Альварадо, а сами они влачили жалкое существование «нищие и отверженные, словно последний деревенский бедняк-индеец», как писал о них Алонсо Зурита, в 1553—1557 году путешествовавший по стране киче". О Хуане де Рохасе известно, что он был сожжён на костре в Утатлане, что касается Хуана Кортеса — он пропал без вести (по всей видимости, погиб) в 1558 году. Таким образом, создание «Пополь-Вух» принято относить к периоду между 1545 и 1558 годами. На тот же период указывают и перечисленные в последних главах имена и события.
И наконец, анонимные авторы указывают, что находятся «в месте, называемом К’иче» — современном Санта-Крус-дель-Киче (департамент Киче, Гватемала). После колонизации этот город постепенно стал приходить в упадок, всё больше проигрывая уверенно растущему соседнему городку по имени Чуи Ла или «Крапивные Высоты», он же — Чичикастаненанго. Сюда в конечном итоге, переселились потомки древних царских родов Кауек и Киче, кто-то из них, по-видимому, захватил с собой книгу «Пополь-Вух», и в конечном итоге она оказалась в руках падре Хименеса.

## Название, структура, стилистика
Манускрипт падре Хименеса в оригинале не имеет названия. Заглавная страница открывается следующими словами.
| Оригинал на испанском языке | Построчный перевод на русский язык |
| --------------------------- | --- |
|                             | НАЧИНАЮТСЯ ИС тории о происхождении индейцев этой провинции Гватемалы, переведённые с языка ки- че на кастильский ра- ди большего удобства проповедников Св. Евангелия П[РЕПОДОБНЫМ] П[АДРЕ] Ф[РА] ФРАНЦИС КО ХИМЕНЕСОМ, ДУХ овным отцом в королевском патро- нате в деревне Св.-Томас-Чуила. |

Имя «Пополь-Вух» дал безымянному манускрипту его первый переводчик на французский язык — Шарль Этьенн Брассёр де Бурбур, так как книга с подобным именем несколько раз упоминается в тексте, в частности, во вступлении, где неизвестные авторы пишут о своём труде — «Мы пишем теперь это уже при законе божием и при христианстве. Мы излагаем это потому, что у нас нет уже более светоча, Пополь-Вух, как он именуется, ясного света, пришедшего с другой стороны моря, символа нашей защиты, светоча для ясной жизни.»
Слово Popol в языке киче имеет значение «циновка» или «на циновке». Речь идёт о привычных для Гватемалы циновках, плетённых из рогозы, на которых сидели представители знати в царском совете. Отсюда слово popol получило значение «совет при монархе», или ещё шире «город-государство», «народность». Vuh (по написанию, принятому в испанском языке XVIII века, или Vuj — по правилам современной орфографии) обозначает «книга» или «бумага». Таким образом, имя «Пополь-Вух» интерпретируют как «Книга совета» или «Книга народа».
Манускрипт не имеет деления на главы или параграфы, текст в нём составляет единый массив, начинаясь от сотворения мира и заканчиваясь событиями начала XVIII века, что вполне соответствует мировосприятию индейцев, в понимании которых история есть единое и неделимое целое, сколь долго бы она ни продолжалась. Современным четырёхчастным делением и делением на главы внутри частей переводчики и исследователи «Пополь-Вух» также обязаны Брассёру де Бурбуру.
Что касается стилистики, исследования сложной поэтической структуры «Пополь-Вух» были начаты в европейской науке лишь в середине XX века. Сразу после колонизации Латинской Америки, миссионеры принесли с собой не только понятие алфавита, но и понятие прозы. Для уха европейца, для которого стихотворная форма определяется в первую очередь наличием метрики и рифмы, любое местное изложение было по умолчанию прозой. В этой псевдопрозаической записи дошли до нас все индейские манускрипты, создававшиеся после конкисты.
Существование в «Пополь-Вух» поэтического ритма, основанного на сложной системе ассонансов и аллитераций, объединяющих попарно (или много реже — по три или по четыре) строки, связанные единой идеей и единым словарным наполнением, было замечено мексиканским исследователем Мигелем Леоном Портильей. Однако литературоведы и лингвисты на этот раз бросились в другую крайность, объявив весь текст «Пополь-Вух» без исключения поэтическим. Не укладывавшиеся в эту схему «неритмичные» строки объявляли «плохим стихом», объясняли их лакунами в тексте, или просто механически сшивали с предыдущими или последующими строфами. И лишь в 1999 году, в работах Луиса Энрике Сама Колопа, лингвиста и литературоведа, для которого киче является родным языком, мнимому противоречию было наконец найдено объяснение. Оказалось, что «неметрические» (написанные по сути дела прозой) строчки являются переходными от одного массива текста к другому, связующим звеном между частями сюжета. Колоп окончательно восстановил стилистическую структуру «Пополь-Вух», разделив её на поэтические строки и прозаические вкрапления, исправив все недочёты и ошибки, существовавшие в исконном манускрипте. Это членение положено в основу новейшего перевода «Пополь-Вух» на английский язык, опубликованного Денисом Тедлоком в 2010 году.

## Содержание и форма

### Эзотерическая часть
Космос, в представлении майя, состоит из множества вложенных друг в друга сфер, каждая из которых имеет собственную скорость вращения и собственное влияние на события, происходящие на Земле. Древним майя, как и многим народам Старого света, было свойственно наблюдать за звёздным небом, видя предзнаменование будущего во взаимном расположении звёзд и планет. Но если для народов Европы и Азии астрология была хотя и важной, но всё же частью общей культуры, в майяском обществе календарь стал едва ли не центром, основой, без которой не принимались важные решения. Календарь влиял на решения людей, вплоть до того, что новые храмы возводились и старые забрасывались, когда этого требовал календарь.
Майяское жречество — «хранители дней» (daykeepers), разработали сложную систему гадания и предвидения будущего, основанную на «счёте дней», направленную, конечно же, «на то, чтобы избежать несчастий и достичь процветания». Это древнее искусство «заглядывать в будущее» можно видеть и сейчас, вплоть до того, что американским учёным удалось заснять весь обряд гадания на плёнку, не сумев, впрочем, понять до конца, чем руководствуется жрец при оглашении тех или иных решений. Процесс этот состоит в том, что «хранитель дней» берёт из специального мешочка наугад неизвестное количество зёрен кораллового дерева, похожих для европейца на крупные красные бобы, и, раскладывая их — в разных системах гадания — по два или по четыре, отсчитывает дни, начиная с момента возникновения задачи или проблемы, ради которой и предпринята попытка заглянуть в будущее. Последняя пара или четвёрка (полная или нет) полагается относящейся к «говорящему» дню, и решение выносится согласно тому, что предсказывают на этот день звёзды и планеты. По мнению американского исследователя Д. Тедлока, который в процессе изучения «Пополь-Вух» широко использовал советы и помощь профессионального «хранителя дней» у киче — Андреаса Шелоха, все части книги, где действуют исключительно божественные персонажи, представляет собой не что иное как аллюзию на циклы Вселенной, в зависимости от которых происходит то или иное событие.
Горизонтальным по своему типу движениям огромных концентрических кругов Вселенной, соответствует колебательный вертикальный цикл рождения-смерти, посева-всхода, который яснее всего проявляется в цикле Солнца. В общем и целом, система циклов имеет следующий вид:

#### Цикл Земли
260-дневный цикл Земли, как его называют современные «хранители дней», соответствующий классическому цолькину, является основным, от которого отсчитываются и с котором соотносятся все прочие. Объясняя его скрытый смысл американским учёным, Андреас Шелох сослался на то, что это время идеальной женской беременности — от первых её признаков до рождения ребёнка. Д. Тедлок со своей стороны обращал внимание, что 260 дней — соответствует времени от снятия урожая до нового посева кукурузы — основной земледельческой культуры Америки на полуострове Юкатан, где собственно и зародилась, по его мнению, майяская цивилизация. 260 дней, таким образом, дают полный вертикальный оборот от снятия урожая до посева, при одном полном обороте календаря.
Основой цикла Земли является 20-дневный именной цикл, выглядящий следующим образом (имена дней у киче несколько отличаются от классических):
| №  | Название дня на языке киче | Название дня на языке майя | Перевод названия на киче |
| -- | -------------------------- | -------------------------- | ------------------------ |
| 1  | Kej                        | Manik'                     | Олень                    |
| 2  | Q’anil                     | Lamat                      | Жёлтый (кролик)          |
| 3  | Toj                        | Muluk                      | Гром (Вода)              |
| 4  | Tz’i'                      | Ok                         | Собака                   |
| 5  | B’atz                      | Chuen                      | Обезьяна                 |
| 6  | E                          | Eb                         | Зуб                      |
| 7  | Aj                         | Ben                        | Тростник                 |
| 8  | Ix                         | Ix                         | Ягуар                    |
| 9  | Tz’ilkin                   | Men                        | Птица                    |
| 10 | Ajmak                      | Kib                        | Насекомое                |
| 11 | No’j                       | Kaban                      | Землетрясение            |
| 12 | Tijax                      | Ets’nab                    | Кремень (Нож)            |
| 13 | Kawuq                      | Kawak                      | Дождь                    |
| 14 | Junajpu                    | Ahaw                       | Охотник                  |
| 15 | Imox                       | Imix                       | Земля                    |
| 16 | Iq'                        | Ik'                        | Ветер                    |
| 17 | Aw’ab’al                   | Aj’bal                     | Ночь, Заря               |
| 18 | K’at                       | K’an                       | Ящерица                  |
| 19 | Kan                        | Chikchan                   | Уж                       |
| 20 | Kame                       | Kimi                       | Смерть                   |

На двадцатидневный именной цикл накладывается счёт от одного до тринадцати, то есть при начале отсчёта от Нового Года, при первом дне 1 Олень (1 Kej) — мы закончим днём, называемым 13 Kawuq. Следующий, 14-й по счёту день получит вновь цифру 1 — то есть 1 Junajpu и так далее. Несложная математика покажет нам, что каждый следующий двадцатидневный цикл отстаёт от предыдущего на 7 дней (13 + 7 = 20) так что новый Олений День получит имя 8 Kej и так далее.
Полный оборот и возвращение к 1 Kej произойдёт ровно через 260 дней (13* 20), что и составляет один ритуальный год (цолькин). О важности цикла Земли можно судить уже по тому факту, что каждый индеец носил имя дня, в который родился. Как и для Старого Света, этот день связывался с определённым «предсказанием судьбы», по крайней мере, частично, связанным с опытом ранее жившей известной личности, родившейся в тот же день. В частности, печальная судьба вождя 9 Собака, сожжённого заживо конкистадором Педро Альварадо, заставляет нынешних шаманов предполагать, что с этим днём связаны самые неблагополучные предсказания.
Отставание на 7 также имело для древних майя немаловажный смысл. В самом деле, если пройти цолькин только по Оленьим дням, получатся цифры 1, 8, 2, 9, 3, 10, 4, 11, 5, 12, 6, 13, 7. Таким образом цифры 1 и 7, с помощью которых можно было пройти по всему циклу получали у майя сакральное значение как воплощение «всего времени вообще». Именно потому двое из главных героев Пополь-Вух носят имена 1 Охотник и 7 Охотник (1 Junajpu, 7 Junajpu), а их злейшие враги именуются соответственно 1 Смерть и 7 Смерть (1 Kame 7 Kame).

#### Цикл Луны
Древние майя прекрасно умели вычислять время лунных циклов и лунных затмений. Сведения об этом содержит, в частности, Дрезденский кодекс, где перечисляются 405 лунных циклов, начиная с дня 13 Toj (по календарю киче) и заканчивая 12 Q’anil. Стоит заметить, что лунные циклы Пополь-Вух связаны с матерью божественных близнецов — Кровавой Луной (Xkik), чьё имя уже указывает, что речь идёт о богине, соответствующей Лунной Женщине Дрезденского Кодекса. Именно богов дней 13 Toj и 12 Q’anil она призывает, когда ей предстоит пройти испытание, волшебным образом увеличив количество кукурузы, чтобы доказать таким образом, своё родство (через мужа) с богиней времени Шмукане (Xmukane).
Древние майя умели также вычислять время лунных затмений, отсчитывая от последнего 6 лунных месяцев. Именно в течение этого времени Кровавой Луне удаётся скрывать от отца свою беременность, после чего тайное становится явным.

#### Солнечный цикл
Идеальный солнечный год в 365 дней состоит из 18 повторений по 20 дней и дополнительных пяти дней, для индейцев майя и ацтеков, перенявших у них календарный счёт, считавшихся несчастливыми. Этот остаток в пять дней кратен двадцати (20 : 5 = 4), таким образом «новогодним днем» в майяском цикле может быть лишь один из четырёх возможных дней — Kej, E, No’j а также Iq’, после чего пятый по счёту год возвращается к Оленьему Дню — Kej. С Новогодними Днями в «Пополь-Вух» связано появление символов смены времени — старых опоссумов, которые сопровождают божественных близнецов, переодевшихся бродячими актёрами, и наконец пять дней спустя (то есть в конце несчастливого периода) близнецы Хунахпу и Шбаланке сами переодеваются в опоссумов, возвещая таким образом наступление Нового Года. Стоит также заметить, именно на два новогодних дня (Iq’ и Е) могут быть связаны с циклом Венеры, постоянно сопровождающей похождение близнецов.

#### Цикл Венеры
Сложные циклы Венеры описаны в Дрезденском кодексе, знакомство с ними индейцев киче было дополнительно доказано находкой альманаха, датируемого 1722 годом. Известно, что эта планета имеет синодический период в 584 дня, в течение которых она появляется в качестве утренней звезды, потом исчезает из поля зрения, вновь возвращается как вечерняя звезда и вновь становится невидимой. При начале цикла в день 1 Junajpu, оказывается, что планета вернётся в положение утренней звезды в день того же имени через пять оборотов по 584 дня, или пять майянских циклов.
Для «Пополь-Вух» особенно важным оказывается первый из этих циклов, когда планета появляется в качестве утренней звезды в день 1 Junajpu, когда братья-охотники, в будущем — отцы божественных близнецов, беззаботно гоняют мяч у себя во дворе, вызывая чёрную зависть у демонов преисподней. В день 2 Kame, когда Венера (в том же цикле) появляется на горизонте в качестве вечерней звезды, братья-охотники погибают от рук демонов, носящих то же имя — Смерть. Венера возвращается в качестве утренней звезды, начиная новый отсчёт в день 1 Junajpu, и божественным близнецам удаётся вернуть к жизни одного из своих отцов, носящего то же имя.
Число пять, дважды настойчиво встречается в книге Пополь-Вух — это пять смертельно опасных домов, в которых должны провести одну за другой пять ночей божественные близнецы, и пять настойчивых упоминаний отрезанной головы, то есть по толкованию Д. Тедлока — вечерней звезды. Таковыми являются 1) отрезанная голова 1 Хунахпу, помещённая на тыквенное дерево, 2) игра в мяч в царстве смерти, где в качестве мяча выступает искусственный череп 3) отрезанная голова Хунахпу-сына, ставшая мячом 4) подмена, когда хитроумный Шбаланке, чтобы вернуть брату голову, бросает вместо неё на поле искусно вырезанную тыкву 5) ложное жертвоприношение, когда Шбаланке якобы отрезает голову брату.

#### Цикл Марса
Первыми антагонистами божественных близнецов выступают их злые братья — боги письма и рисования 1 Обезьяна и 1 Мастер (1 B’atz' 1 Chuen). Оба эти имени соответствуют одному и тому же дню, если называть его на языке киче и на классическом майяском. Таким образом, по предположению Д. Тедлока, речь идёт о некоем астрономическом событии, выпадающем всегда на один и тот же день в 260-дневном цикле. Единственной планетой, подходящей на эту роль, по его мнению, является Марс, чей синодический цикл равен 780 дням (трижды по 260). По смелому предположению того же автора, марсианским зверям Дрезденского Кодекса с телами крокодилов и ногами пеккари, у киче должны соответствовать обезьяны. Подтверждение тому он желает видеть в мифе, записанном у современных киче. В этом мифе речь идёт о брате Солнца и Венеры, который, превратившись в обезьяну, стал богом некой планеты. Злые братья в конечном итоге, также в наказание за все несправедливости, которые они творили по отношению к божественным близнецам, превращены были в обезьян.

#### Звёздное небо
Движения звёзд и звёздные циклы в «Пополь-Вух» более всего связаны со смертью или перевоплощением божественных персонажей. По тёмному разрыву в Млечном Пути уходят в преисподнюю братья 1 Хунахпу и 7 Хунахпу, в подземном царстве Шибальбы — «места страха» им предстоит провести 5 ночей в 5 смертельно опасных домах, соответствующих (по гипотезе Д. Тедлока) 5 циклам Венеры в её пути по знакам майяского зодиака.
В звёзды Большой Медведицы превращается главный антагонист обоих братьев 7 Макао, в то время как жена его Чимальмат становится россыпью звёзд Малой Медведицы. Звёздами Плеяд становятся 400 мальчишек, весёлые боги опьянения, убитые крокодилообразным сыном 7 Макао. И наконец, в конце своего славного пути, в звёздое небо уходят божественные близнецы малыш Хунахпу и Шбаланке.

#### Вертикальный цикл
Циклы посева-всхода, характерные для религиозной философии майя-киче нашли своё отражение в символике пяти дорог, присутствующей, среди прочего, в книге «Пополь-Вух». В рукописях древних майя различались пять основных цветов, и пять мифических дорог, которыми обозначали стороны света. Это, во-первых, Белая Дорога Севера (Saqi b’e), в космическом своём воплощении ассоциирующаяся с Млечным Путём, Жёлтая Дорога Юга (Q’uanab’e), Красная Дорога Востока (Kaqa b’e), и наконец — Чёрная Дорога Запада (Q’eqa b’e), ведущая в самую глубину преисподней — в Пещеру, где Рыба в Золе. В космическом плане ей соответствует Тёмный Разрыв в Млечном пути, там где ось эклиптики пересекает рукав Стрельца. На перекрёстке земли-космоса, из соединения этих горизонтальных дорог устремляется ввысь, к обители богов Зелёная Дорога (Raxa b’e). В старину, властители майя молились богам, чтобы те «направили их путь по Зелёной Дороге». Следует, впрочем, заметить, что в поздних рукописях Зелёная Дорога вытесняет Жёлтую и в земном воплощении занимает её место. По Зелёной Дороге уходят к своей победе божественные близнецы, в то время как злая судьба уводит их отцов по Чёрной Дороге смерти.
Циклы вертикального движения специально отмечает в своём исследовании Д. Тедлок: так, если расположить события Пополь-Вух в хронологическом порядке, становится явным, что действие каждого следующего эпизода перемещается либо вверх, на землю, либо вниз, в обитель мёртвых. Так на земле рождаются и взрослеют братья-охотники 1 Хунахпу и 7 Хунахпу, затем, обманутые демонами, они спускаются в Пещеру, где Рыба в Золе, и там погибают. Дочь одного из демонов преисподней — Кровавая Луна волшебным образом беременеет от черепа 1 Хунахпу, и тайно выходит на поверхность земли, обманув отца и прочих злокозненных владык Шибальбы. Здесь рождаются близнецы малыш Хунахпу и Шбаланке, которые совершив множество подвигов на земле, вновь по зову демонов спускаются в Шибальбу, где одерживают победу и наконец навсегда уходят в небо по Зелёной Дороге. В этом движении Д. Тедлок призывает видеть вертикальные циклы небесных светил, которые восходят над горизонтом, некоторое время видимы, затем исчезают на Западе, и появляются вновь.

## Текст

### Вступление
Начиная свой труд, безымянные авторы, обозначающие себя «мы», объявляют о цели своего труда: поведать о древности народа киче. Здесь же они называют место своего пребывания — страна киче (varal Quiche u bi), город Киче (Quiché tinamit) — как было уже сказано, современный Санта-Крус-дель-Киче, основанный в 1539 году.
Далее следует перечисление имён и эпитетов божеств, о которых далее пойдёт речь. Следует заметить, что в большинстве индейских манускриптов колониального времени, записанных испанцами или для испанцев, древние индейские боги сводятся на роль злых духов, сходных с демонами христианской религии. Здесь же тайные язычники, свободные в выражении своих мыслей, прославляют и возносят божественные силы, объявляя их вечно бодрствующими «над счастьем народа».
В рассказе уже присутствует пара древнейших божеств — Шпийакок (Xpiyakok) и Шмукане (Xmukane). Адриан Ресинос обнаруживает в их именах, не переводимых напрямую, майяский корень ixnuc — «старый» и толкует их как «старик» и «старуха». В отличие от одинокого Бога книги Бытие, мир творит характерная для языческих религий пара — бог и богиня, воплощение мужского и женского начала. Он же полагает их тождественными ацтекским божествам — Сипактоналю и Ошомоко — покровителям астрологии и календарного счёта. Это божественные шаманы, провидцы, старейшие среди богов, способные предвидеть будущее посредством гадания. Во вступлении перечисляются их эпитеты — Создатель и Творец (Tzacol, Bitol), а также эпитет Великой Матери — Alom (буквально — «рождающая на свет сыновей») и снова эпитет Великого Отца — Кахолом (K’ajolom) — «зачинающий сыновей».
Вступление интересно также тем, что в нём встречаются два слова явно испанского происхождения — christianoil («христианство» от испанского cristianidad) и Dios — «христианский Бог». В дальнейшем тексте «Пополь-Вух» испанские слова исчезают вплоть до того, как речь пойдёт о веке, современном для пишуших. Не без горечи отметив, что древняя книга «Пополь-Вух», содержавшая историю творения, хотя и существует ныне, уже недоступна для «читающего и видящего», и далее, перечислив имена и эпитеты божеств, и кратко изложив, что далее речь пойдёт об истории творения, авторы переходят к первой части — образованию неба и земли.

### Первая часть. Начало творения
Прамир майя, как и прамир книги Бытие начинается с неба и моря, точнее — «великого неба» и «холодного моря», при том что морские глубины и небесная высь служили домом древним божествам. Древние боги — великая мать и великий отец, рождающая сыновей и зачинающий их, божественная повитуха и устроитель свадеб — а также вечный владыка и победитель Кукумац — сияющий пернатый змей обретались в глубине вод, и свет исходил от их пышных одежд, сотканных из зелёно-голубых перьев кецаля. Ничто не нарушало первобытного спокойствия и раздумий божественных мудрецов.

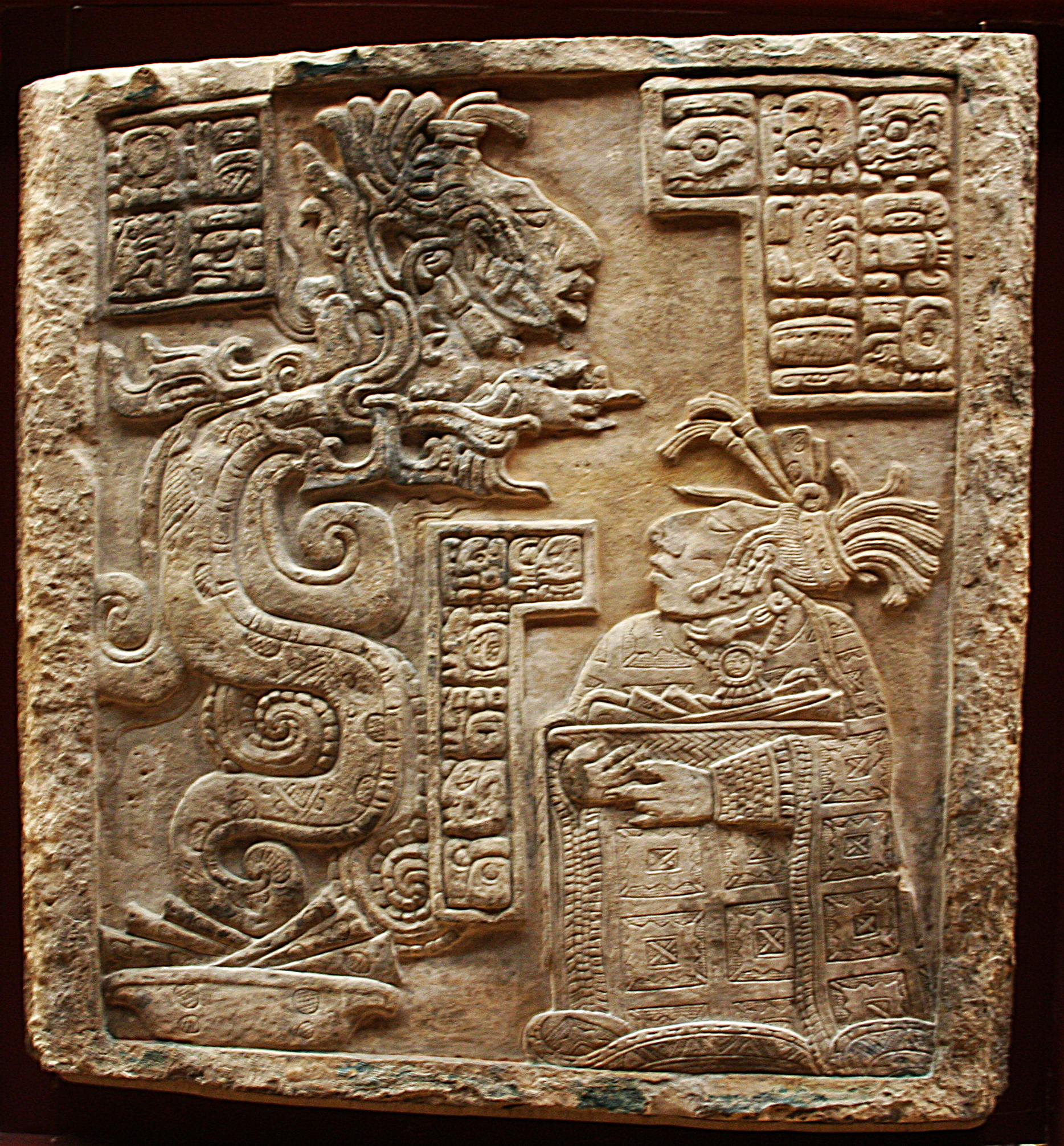
Левая фигура на этом майянском рельефе из Йашчилана изображает бога Кукулькана. Британский музей

Высказывались предположения, что здесь древняя майяская легенда испытала на себе влияние христианства, но отвергая подобную точку зрения, исследователь «Пополь-Вух» Денис Тедлок указывает на явные различия, свидетельствующие скорее о желании безымянных авторов противопоставить свой труд христианскм книгам. Так, в отличие от первобытного хаоса и смятения, отраженного в книге Бытие, индейский прамир спокоен, безмолвен и безмятежен в своей вечной тьме. Также — и это свойственно легендам иных народов, записанным на американском континенте, Земля уже существует, но находится на дне моря. Задача первобытных богов не сотворить, а поднять её на поверхность. Кроме уже названных, в этой части легенды следует обратить внимание на присутствие Кукумаца — бога водной стихии, чье имя складывается из двух частей — kuk (зелёные перья птицы кецаль) и kumatz (змей). Это общее божество, свойственное для народов Центральной и Южной Америки носит имя Кукулькан или Кетцалькоатль. Этот бог воспринимался как создатель цивилизации, научивший «свой» народ письму, счету и правилам религиозного культа. Не совсем ясен смысл стоящего перед ним слова Tepeu («владыка, триумфатор»). В переводах первой половины XX века (в частности, у Ресиноса или Кинжалова) это слово трактуется как имя самостоятельного божества, однако в новейших изданиях воспринимается как эпитет змея Кукумаца — «владыка». Переводчик Пополь-Вух на французский язык — Пьер Руиссо — толкует этот эпитет как «эманация вечности».
Первобытное спокойствие нарушается, когда в воду к этой языческой троице нисходит «слово» от триады богов, именуемых Сердце Небес. Этот триединый бог — «кумир», как его не без иронии называют авторы, используя не слишком удачное слово, употребляемое христианскими проповедниками для передачи имени своего божества, состоит из триады — Громового Урагана (Kaqulja Juracan), Новоявлённого Грома (Ch’ipi Kaqulja) и Нежданного Грома (Raxa Kaqulja). Поговорив между собой, морские боги и боги небес наконец соглашаются касательно необходимости творения земли, света и наконец, человека, призванного в будущем питать богов. В его появлении — главный смысл и главная цель божьего замысла. И наконец, по общему приказу водных и небесных богов, земля поднимается с морского дна, и силой магии на ней появляются горы, реки и ручьи, пускают корни растения. Первая часть творения закончена, и боги довольны выполненной работой.
Но леса были пусты и тихи, и потому божества постановляют населить их животными и птицами. Творение начинается с мелких зверей, рептилий, затем следуют хищники — ягуар и пума, и наконец — духи гор. Затем созданы были олени, которым указано было «бегать на четырёх ногах по лесам» и птицы, чтобы порхать и вить гнёзда. Но уже в следующий момент богов постигло разочарование — призванные к ним животные, вместо того, чтобы научиться молитвам и славословиям, принялись реветь, пищать и квохтать каждое на свой лад. Понимая, что почитания и жертв от подобных созданий ждать невозможно, боги признали ошибку и отпустили свои неудавшиеся творения и дальше бегать и летать по горам и долинам, и в то же время — служить пищей для других, более развитых существ, разумных и послушных, призванных в будущем почитать своих создателей.
Без промедления боги решают попробовать ещё раз, и лепят некое человекоподобное существо из земли (вариант перевода — из грязи), но эта попытка заканчивается столь же плачевно, как и первая. Глиняный уродец, хотя был в состоянии говорить, был совершенно лишён разума, плохо видел, глиняная голова бессильно свисала на один бок, лицо перекосило на одну сторону, и ко всему прочему, тут же намокнув, существо бессильно улеглось на землю. Раздосадованные творцы без промедления разломали истукана, тем более что не обладая парой, он не мог и воспроизводить себе подобных. Новую попытку решено было предпринять на совершенно ином материале.
Денис Тедлок, современный исследователь книги «Пополь-Вух» видит в этом эпизоде откровенную насмешку над христианским вероучением. В самом деле, с точки зрения индейцев создание существа без пары, притом из материи столь мягкой и податливой, как глина, казалось полной нелепостью.
Чтобы не ошибиться ещё раз, боги решают бросить жребий и узнать угодно ли судьбе, чтобы новая человеческая раса была сотворена из дерева. Призвав на помощь своих духов-помощников, судьбу и магию, принеся необходимые жертвы, боги бросили жребий, по майяскому обычаю разложив на земле счётные зерна кораллового дерева и кукурузы. Жребий был благоприятен, и тут же без промедления из дерева созданы были мужские и женские фигуры — первые — из древесины кораллового дерева, вторые — из сердцевины тростника.
Но и в третий раз их постигает неудача. Деревянные создания вполне сносно научились передвигаться на четвереньках, говорить, строить дома, рожать детей и даже разводить собак и индюков, но лишённые разума, эти создания жили исключительно по собственному произволу, не желая знать о тех, кто их создал и уж тем более молиться им или приносить необходимые жертвы. Внешний вид их тоже оставлял желать лучшего — лишённые крови и влажной кожи, они были сухими, тощими и трухлявыми.
В конечном итоге, потеряв терпение, боги решают уничтожить свои негодные творения жестоким, но действенным способом — по воле небесных богов на землю пролился смоляной дождь, хищные звери нападали на деревянных людей, в довершение всех бед, их собственная домашняя утварь и животные, припомнив как бездушно относились к ним хозяева, также восстали. Сковороды и зернотёрки избивали их, каменные очаги жгли, животные кусали — в отчаянии деревянные люди бросились бежать, но ни дома, ни деревья, ни даже пещеры не пожелали принять их. Так сгинула деревянная раса, оставив, быть может, единственными своими потомками обезьян, бесцельно скачущих по деревьям.
Здесь история творения несколько задерживается. Прежде чем совершить третью попытку, боги желают избавиться от живущих на земле монстров, которые в дальнейшем могут оказаться чересчур опасны для будущих творений. Первого из них зовут 7 Макао, эта чудовищная птица требует себе божественных почестей, объявляя свою персону одновременно солнцем, луной и «светом для идущего». Её притязаниям вторят двое не менее чудовищных сыновей, старший из который — крокодилообразный Сипамна, объявляет себя «созидателем Земли и гор», а младший, Землетрясение — разрушителем гор.
Денис Тедлок предполагает, что 7 Макао (или в юкатанской транскрипции «огненный солнечноглазый макао», wakub kaqix, от kaq — «красный» и qi’x — «перо») соответствует с одной стороны, вполне реальной птице — алому макао, обладателю белого «лунного» клюва, и яркого оперения, с другой — Верховному Божеству-Птице, изображение которого известно уже со времен исапской культуры. Это божество часто появляется со змеей в клюве, соединяя в себе черты попугая-макао и королевского ястреба. В этом качестве он встречается также в мифологии какчикелей, где «макао из подземного мира» описывается «птицей, сходной с ястребом, поедающей змей». По его же предположению, ложный бог 7 Макао служил предметом поклонения у ложных, деревянных людей, вплоть до их гибели. Лживость его притязаний видна уже потому, что в отличие от прочих небесных светил, которые восходят на Востоке и заходят на Западе, 7 звезд Макао (Большой Медведицы) остаются на одном месте, совершая лишь оборот вокруг Полярной Звезды, что в корне противоречит «правильной» идее мироздания. С падением 7 Макао (заходом звезд Медведицы) в этих широтах связано начало сезона бурь, что, вероятно, и легло в основу мифа об уничтожении деревянных людей посредством ураганного ветра. Сезон тайфунов заканчивается с новым восходом Большой Медведицы, в то время как окончание бурь знаменуется радугой, в индейской мифологии считающейся головным убором из перьев, который носит 7 Макао.

### Вторая часть. Божественные близнецы
Анонимные авторы «Пополь-Вух», временно прервав повествование, переходят сразу к третьему поколению богов. Их зовут Хунахпу и Шбаланке, они — сыновья юного бога кукурузы, предательски убитого демонами преисподней и хитроумной богини Луны. Божественные близнецы призваны очистить Землю от чудовищ, препятствующих явлению зари, а также победить подземных демонов, отомстив таким образом за смерть отца.
Имя Хунахпу (Junajpu) в буквальном переводе значит «Один охотник-с-духовой-трубкой — хун-ахпу». Адриан Ресинос обращает внимание на то, сколь высок был статус охотника в стародавние времена, так как от его удачи или неудачи зависело существование семьи, а порой и всего племени. Хунахпу, названный так в честь отца, действительно проявляет себя как умелый и удачливый охотник, вместе со своим братом-близнецом постоянно пропадает в лесу, почти никогда не возвращаясь с пустыми руками. Также часть времени братья отдают игре в мяч, которая в конечном итоге и привлекает к ним внимание демонов, как то уже случилось с их отцами.
Имя Шбаланке (X-balanque) у разных исследователей интерпретируется по-разному, что в конечном итоге привело Д. Тедлока к выводу, что в образах божественных близнецов смешались разные традиции. Так советский переводчик Р. Кинжалов, указывая на то, что ш- в майяских языках является обычным префиксом женских имен, полагает, что на начальном этапе существования легенды, второй близнец был женщиной и интерпретирует его имя как «Ягуариха-олениха» (x-balam-kej). Действительно, каким-то образом в легенде отразился культ божественного ягуара, известный еще со временем существования ольмекской цивилизации. Так, если иконография Хунахпу всегда предполагает изображать его с несколькими крупными чёрными пятнами на теле, у его брата на коже там и здесь ровные «человеческие» участки перемежаются пятнистыми лоскутами ягуарьей шкуры. И в то же время, иероглифы, передающие имена обоих братьев представляют собой человеческие лица, смотрящие в профиль, с несколькими дополнительными знаками, облегчающими чтение — что прямо противоречит интерпретации их как «животных». Их отец и мать также имеют вполне антропоморфный вид; да и сама легенда не даёт ни единого намека на иную природу. Д. Тедлок в свою очередь, обращает внимание на то, что префикс x- имеет второе значение — «маленький, младший», при том что имя второго брата зачастую также записывается как x-Junajpu (Хунахпу-младший — в отличие от Хунахпу-отца). Слово «balam» несомненно переводится как «ягуар», и в то же время имеет омоним со значением «скрытый, спрятанный», что прямо подводит нас к выводу, что речь идёт о «ночном светиле» и братья выступают в первую очередь как «дневной» и «ночной» близнецы — дневное светило, освещающее землю, и ночное, которое спускается, чтобы светить в царстве мертвых. Действительно, обращает на себя внимание тот факт, что когда дело происходит на поверхности земли, ведущим является Хунахпу, но едва братья спускаются в царство мертвых, инициативу на себя берет Шбаланке. Таким образом, окончательного ответа касательно происхождения и смысла имени второго близнеца пока не существует.
Так или иначе, их первым противником оказался хвастливый лже-бог 7 Макао. Близнецы подстерегли его в то время, как он взлетел на дерево нансе, чтобы вдоволь полакомиться сладкими фруктами. Притаившийся Хунахпу поднёс к губам духовую трубку, и первым же выстрелом раздробил своему противнику челюсть. Взвыв от боли, 7 Макао судорожно попытался взлететь и рухнул на землю.
Д. Тедлок полагает, что в этом эпизоде 7 Макао вновь демонстрирует свою «звездно-птичью» природу. В самом деле, подстреленная птица пытается взлететь, и лишь потом оказывается на земле. В то же время, поднимаясь над горизонтом, Большая Медведица вначале «держит» опущенной ручку ковша, затем поднимает её вверх, и наконец спускается к горизонту ручкой вниз.
Хунахпу из своего укрытия неосторожно протянул руку, пытаясь схватить упавшего, но 7 Макао, даже раненый, оставался противником и грозным и опасным. Одним движением он перехватил протянутую руку, вырвал её прочь из плеча, и стеная от боли, отправился домой, одним крылом поддерживая развороченную челюсть, в другом — неся свою добычу. Жена его, Чимальмат, не на шутку испугавшись тем, что видит мужа в таком состоянии, спросила у него, что произошло, и что он с собой несёт. 7 Макао, подвесив оторванную руку над очагом, ответил «Меня подстрелили два плута, и скоро они придут сюда, чтобы забрать вот это».
Пытаясь определить точную дату этого «события», Д. Тедлок обращается к Дрезденскому кодексу, где на одной из последних страниц единовременно упоминаются Большая Медведица (7 Макао) и присутствует изображение божества планеты Венера (Хунахпу). «Встреча» их действительно происходит в период созревания нансе — 10 июня, и видимо, к этому дню стоит отнести поражение чудовищной птицы.
Хитроумные братья без труда разгадали намерение врага, и потому попросили о помощи собственных деда и бабку — Большого Белого Пекари и Большую Коати, и в их сопровождении объявились в гости к 7 Макао, который в то время не мог ни спать, ни есть, вопя от боли в развороченной челюсти. Не ожидая подвоха от благообразных стариков, 7 Макао осведомился, чем занимаются их дети, и получил ответ, что два близнеца — не дети, а внуки старых богов, и занимаются они тем, что кочуют с места на место, предлагая свои услуги в качестве костоправов и врачевателей глаз. Обманутый 7 Макао, немедленно попросил вылечить его, вероятно, из-за плохого самочувствия не обратив внимания, что один из лекарей однорук. Братья охотно взялись за дело, и осмотрев пациента, заявили, что всему виной червяки, гложущие его зубы; единственным же способом вылечить его будет вырвать их, заменив протезами. Поколебавшись недолгое время, 7 Макао дал согласие на эту операцию. Близнецы вырвали ему зубы, а заодно и сняли металлические кольца, которые тот носил вокруг глаз, и лишили его драгоценных украшений. Вместо обещанных протезов в беззубую челюсть 7 Макао вставлены были мягкие зерна кукурузы. В результате подобного «лечения» челюсть 7 Макао окончательно ввалилась; боль ушла — вместе с жизнью. 7 Макао умер, за ним отправилась в мир иной его жена и мать чудовищ — Чимальмат, превратившись в круг звёзд, часть из который соответствует Малой Медведице. Хунахпу приложил к плечу оторванную руку, которая чудесным образом тут же приросла. Первый подвиг был, таким образом, благополучно завершён.
По мнению А. Шелоха, консультировавшего Д. Тедлока, отдаленными потомками чудовища являются современные попугайчики макао — маленькие, беззубые и безобидные, не помышляющие более о вселенском величии, у которых нижняя челюсть уже и слабее верхней, а вокруг глаз видны белые ободки, наливающиеся красным, если птицу разозлить.

### Третья часть. 1 Хунахпу и 7 Хунахпу

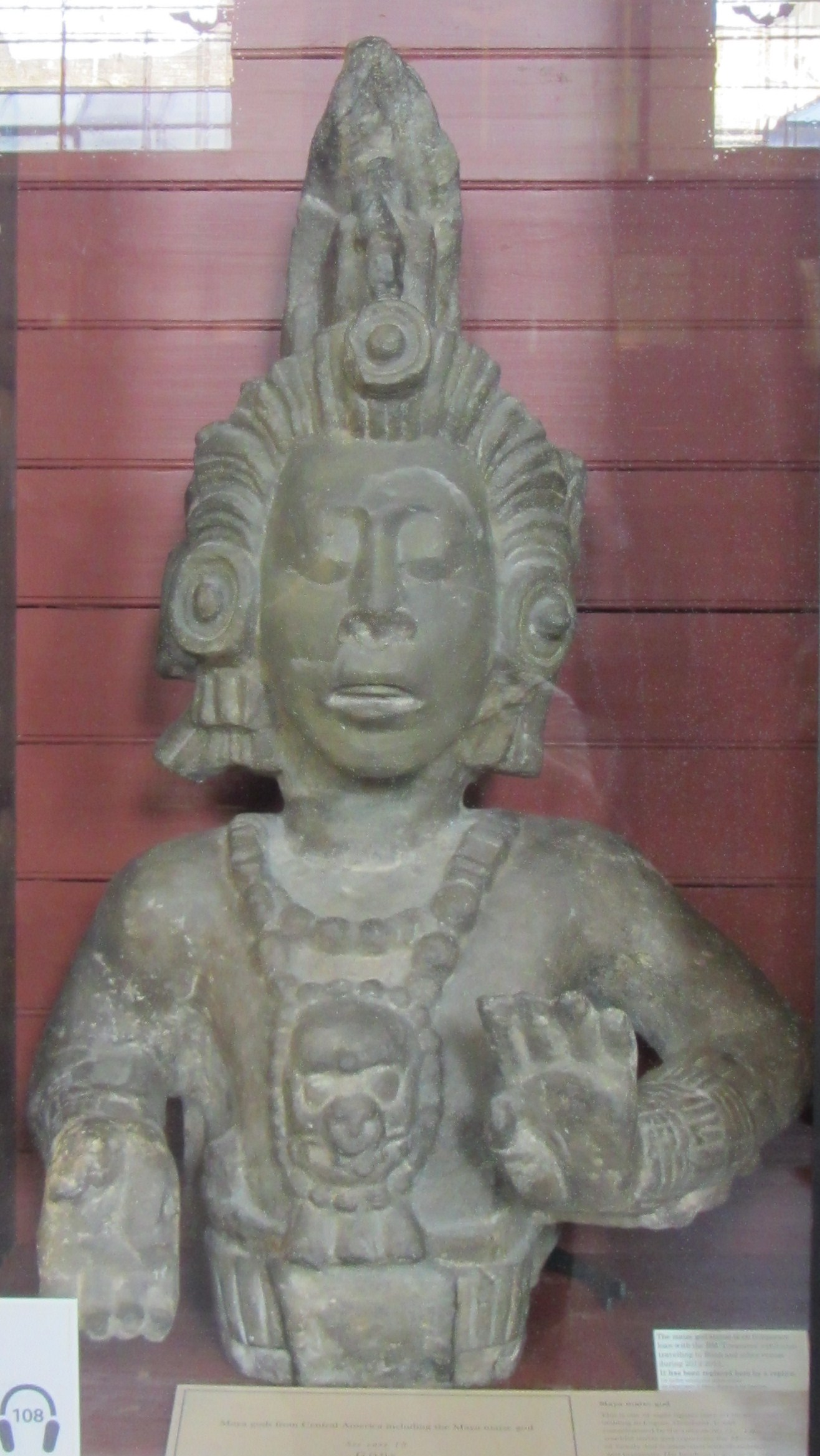
Молодой бог кукурузы, отождествляемый с Хун Хунахпу.

Закончив историю о подвигах божественных близнецов, анонимные авторы «Пополь-Вух» возвращаются к мифу об их рождении и втором поколении богов — сыновьях «старика» и «старухи». Старый бог к тому времени уже умер. Двое сыновей, по-прежнему живующие с матерью, носили характерные для майских языков «календарные» имена — Хун Хунахпу (1 Охотник — в классическом языке майя 1 Владыка) и Вакуб Хунахпу (7 Охотник или 7 Владыка). Первый из них был женат и имел двоих детей по имени 1 Мастер и 1 Обезьяна, но жена его ко времени начала рассказа уже умерла, сыновья же — выросли, хотя и продолжали жить со своей бабкой — богиней времени Шмукане.
Оба брата были страстными любители игры в мяч, которой отдавали всё своё время; бывало, к ним присоединялись и дети, играя парой против отцов. Игра эта была столь увлекательна, что даже посланец Громового Урагана по имени Вок, бывало, не отказывал себе в удовольствии понаблюдать за ней. Изыскивая всё новые места для игры, оба брата однажды неосторожно затеяли гонку за мячом на дороге, ведущей в подземный мир, и немедленно привлекли к себе внимание хтонических духов. Многочисленные «владыки» Шибальбы — боги болезней — кровотечения, сухотки, нагноений и прочего, над которыми властвовали двое высших «судей» с соответствовавшими случаю именами 1 Смерть и 7 Смерть возмутились тем, что оба брата затеяли возню прямо у входа в преисподнюю, не испытывая ни страха ни почтения к её вождям. Кроме того, добавляют авторы, демонов мучила зависть. У братьев было отличное снаряжение для игры — кожаные наколенники, перчатки, шлемы и маски, и круглый каучуковый мяч. В подземном мире не существовало ничего подобного, и владыки Шибальбы задумали хитрость, чтобы заманить братьев в ловушку и присвоить себе приглянувшиеся вещи.
Братья недооценили опасности, и поддавшись на сладкие речи посланцев, уверявших будто игра в мяч «сделает подземных богов счастливыми», простились с матерью и оставив ей на память о себе круглый каучуковый мяч, отправились в подземелье. Опасность же была более чем реальна — по древнему закону проигравших ждала смерть.
Спустившись по крутым ступеням в царство мёртвых, братья на первых порах благополучно миновали встретившиеся им по пути ловушки, без вреда для себя переправившись через бурную реку, текущую через узкую теснину, и другую реку, берега которой сплошь заросли колючками, и наконец, кровавую реку, и реку полную гноя, не выпив из них ни капли, и наконец оказались на перекрёстке четырёх дорог разноцветных дорог, и поддавшись на лживые уговоры чёрной дороги пошли по ней, и оказались как и полагалось душам умершим, перед чучелами, изображавшими владык Шибальбы. Чучела эти, сделанные столь искусно, что их можно было принять за владык преисподней, должны были сбивать с толку пришедших, вызывая у демонов злорадный смех.
В качестве следующего испытания братьям предложили сесть на раскалённую докрасна скамью, и те, необдуманно согласившись, получили жестокие ожоги, посмешив демонов ещё раз. И наконец, последнее испытание, должное решить их судьбу, называлось Домом Мрака. Демонический посланник принёс обоим братьям, скорчившимся от страха в темноте, по одной зажжённой лучине и сигаре из табачных листьев, предупредив, чтобы те вернули наутро всё полученное в том же виде, в котором оно было им дано. Братья не вняли совету, и сожгли лучины и сигары до основания, после чего как не выдержавшие испытания принесены были в жертву. Голову старшего отделили от тела, и повесили на тыквенное дерево, которое никогда ранее не давало плодов, и вдруг чудесным образом стало плодоносить, так что голова совершенно затерялась среди них. Поражённые демоны приказали отныне никому не приближаться к этому дереву и ни в коем случае не есть его плодов, после чего зарыли тела обоих братьев в общей могиле.
История эта во многом перекликается с известными в мифологии других народов преданиями об умирающих и воскресающих богах, самого Хун Хунахпу в настоящее время отождествляют с «молодым богом кукурузы», ежегодно погибающим под серпом жнеца и возвращающимся назад следующей весной. Самому «Пополь-Вух» также не чужд мотив «возвращения» отцов, оживающих вновь в бесчисленных поколениях своих потомков. Гибель обоих братьев служит необходимой прелюдией для рождения божественных близнецов и победы над демонами смерти.

#### Девушка-трикстер Кровавая Луна
Конечно же, запрет приближаться к священному дереву через некоторое время был нарушен и сделала это девушка по имени Кровавая Луна (Шкик, Xcic) — дочь Собирателя Крови. Наслушавшись рассказов о волшебном дереве, она конечно же, не смогла удержаться от желания отведать его плоды. Но из древесной листвы с ней заговорил побелевший от времени череп Хун Хунахпу, объявляя, что плоды, казавшиеся ей столь лакомыми всего лишь черепа, и не потеряет ли потому Кровавая Луна свою решимость. Та изъявила желание идти до конца, и череп Хун Хунахпу попросил её вытянуть вперёд руку, на которую вслед за тем упало несколько капель слюны. Слюна эта волшебным образом исчезла, а девушка понесла от умершего бога[прояснить].

## Издания
- Пополь-Вух Архивная копия от 5 марта 2016 на Wayback Machine. Родословная владык Тотоникапана / Издание подготовил Р. В. Кинжалов. — Репринт издания 1959 г. — М.: Наука, Ладомир, 1993. — 252 с. (Литературные памятники)